# داني ويلسون (لاعب كريكت)
داني ويلسون (18 فبراير 1977 في المملكة المتحدة - ) (بالإنجليزية: Danny Wilson)‏ هو لاعب كريكت بريطاني. لعب مع Cambridgeshire County Cricket Club ‏ ونادي مقاطعة ساسكس للكريكت ‏.

## وصلات خارجية
- داني ويلسون على موقع إي آس بي آن كريك إنفو (الإنجليزية)